# Andrian Dushev
Andrian Dushev, né le 6 juin 1970 à Sofia, est un kayakiste bulgare.  Il est le mari de la kayakiste serbe Natasa Janics.

## Carrière
Andrian Dushev participe aux Jeux olympiques de 1996 à Atlanta et remporte la médaille de bronze en K-2 1000m avec Milko Kazanov.